# Sulfuro de germanio(IV)
El disulfuro de germanio  o sulfuro de germanio(IV)  es un compuesto inorgánico con la fórmula GeS2. Éste es un sólido cristalino blanco con un alto punto de ebullición. El compuesto es un polímero tridimensional, en contraste con el disulfato de silicio, que es un polímero unidimensional. La distancia Ge-S es de 2,19 Å.

## Historia
El disulfato de germanio fue el primer compuesto de germanio encontrado por Clemens Winkler, durante el análisis de argirodita. El hecho de que el sulfato de germanio no se disuelve en ácidos acuosos hizo posible a Winkler aislar un nuevo elemento.

## Producción
El disulfato de germanio es creado combinando ácido sulfhídrico con cloruro de germanio en una solución concentrada de ácido clorhídrico.